# V. Mayer’s Söhne
Koordinaten: 48° 12′ 29,1″ N, 16° 22′ 18,7″ O

Werbung von V. Mayer’s Söhne (1903)

V. Mayer’s Söhne war ein Juwelierunternehmen in Wien und ehemaliger k.u.k. Hoflieferant. Es war einer der bedeutendsten Ordensjuweliere im Wien des 19. und 20. Jahrhunderts. Die Adresse war Stock-im-Eisen-Platz 7 im 1. Bezirk Innere Stadt.

## Geschichte
Das Juweliersunternehmen wurde im Jahre 1810 gegründet. Es gibt keine verlässlichen Daten über die Anfänge des Unternehmens. Nach dem Tode von Vincenz Mayer übernahmen ab 1865 seine drei Söhne Joseph, Vincenz und Franz Mayer und führten erfolgreich das Geschäft weiter und gehörten schließlich zu den ersten und bekanntesten Häusern der Monarchie. Neben Schmuck und Silberwaren wurden auch Orden und Ehrenzeichen wie der Orden der Eisernen Krone für den Staat hergestellt, ihre Leistungen auf dem Gebiet des Edelmetall-Kunstgewerbes waren bedeutend. Neben dem Unternehmen C. F. Rothe & Neffe war Vincenz Mayer’s Söhne einer der wenigen österreichischen Unternehmen in diesem Bereich. Auf Grund der Qualität ihrer Produkte und ihren Leistungen wurden die Inhaber sukzessive zu k.u.k. Hofjuweliere und später sogar Kammerjuweliere des Kaisers und der Kaiserin ernannt.
Um 1900 waren die Firmeninhaber Pretiosen-Schätzmeister des Oberst-Hofmarschallamtes des Kaisers und Lieferanten der Kanzlei des kaiserlich österreichischen Franz-Joseph-Ordens. Vincenz Mayer’s Söhne waren Hersteller von allen Klassen diese Ordens, vor allem in Gold. Ausländische Souveräne und die vornehmsten Wiener Gesellschaftskreise gehörten zu den Kunden. Das Unternehmen belieferte die Höfe von Serbien, Montenegro, Bulgarien, den Vatikan, Persien, Osmanisches Reich und viele andere. Im Geschäft am Stock-im-Eisen-Platz gab es eine permanente Ausstellung von Kunst- und Bedarfsgegenständen.
Der Ausbruch des Ersten Weltkrieges und der Zusammenbruch der Monarchie brachte dem Unternehmen schwere Zeiten. Auf Grund der wirtschaftlichen Krise in den Nachkriegsjahren musste das Unternehmen im Jahre 1922 schließen.

## Produkte
Bei den Produkten von V. Mayer’s Söhne ist fast immer eine Signatur mit den Initialen „VMS“ unten gestanzt, oft umrahmt.
Die Produkte von Vincenz Mayer’s Söhne werden bis heute auf Auktionen hoch gehandelt. Eine kleine goldene Geschenksbrosche der Kaiserin Elisabeth von Österreich wurde auf einer Auktion im Oktober 2009 im Wiener Dorotheum auf einen Preis von € 600–900 geschätzt. Die Brosche erzielte einen Preis von € 2.750, also drei bis viermal mehr als der Schätzpreis.

Silberner Tafelaufsatz, Entwurf von V. Teirich (1873)
Silberner Tafelaufsatz, Entwurf von F. König und R. Redtenbacher (1873)
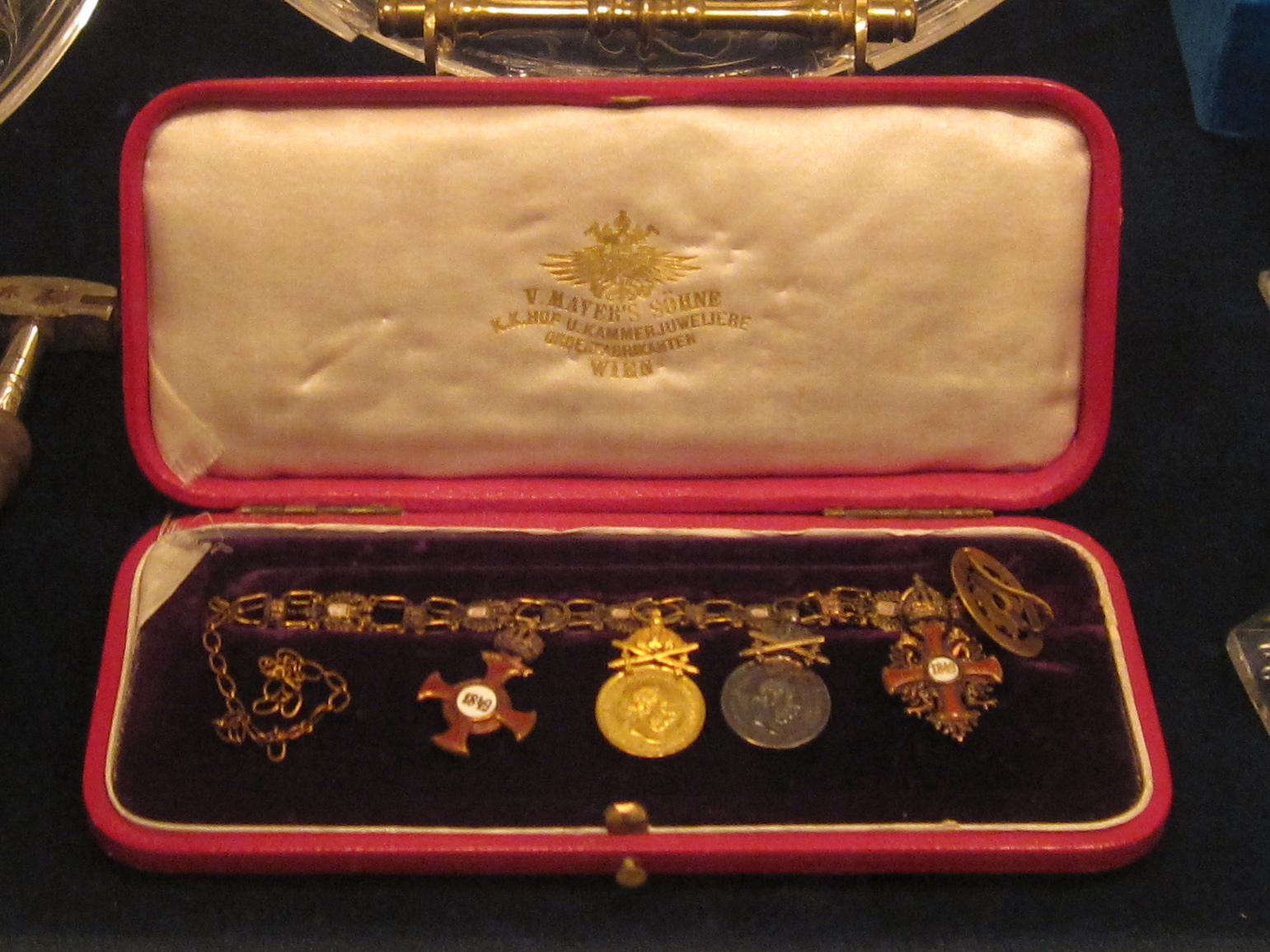
Kleinere Franz-Joseph-Ordenskette